# Cacciatori-raccoglitori
I cacciatori-raccoglitori (o anche foraggiatori), nelle scienze etnoantropologiche, sono quelle popolazioni il cui sistema di alimentazione ed economico si basa sulla caccia, pesca e sulla raccolta. Queste società non praticano alcuna forma di agricoltura o allevamento, ma fanno leva unicamente sull'acquisizione e il prelievo di cibo dalla natura selvatica, e perciò sono anche dette società acquisitive.

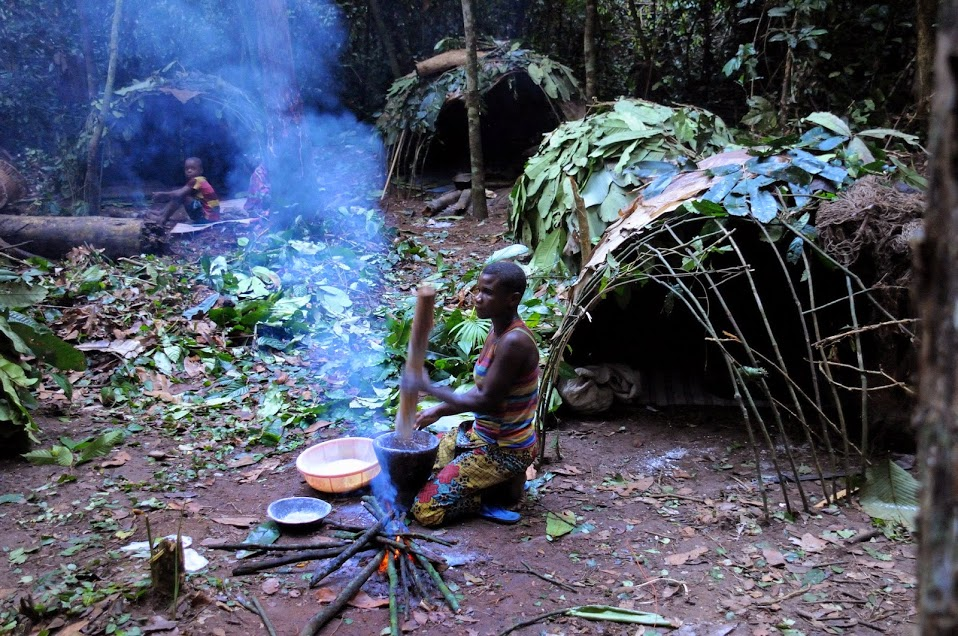
Cacciatori-raccoglitori pigmei nel bacino del Congo nell'agosto 2014

## Descrizione
Il sistema di "caccia e raccolta" fu l'unica forma di sostentamento degli uomini per 70 000 anni nel Paleolitico. In virtù del processo di domesticazione delle piante e degli animali, avvenuto con la rivoluzione neolitica, l'uomo iniziò a praticare anche l'agricoltura e l'allevamento, che, con il passare dei millenni, sostituirono questa economia primitiva, tanto da diventare prevalenti intorno a 10 000 anni fa. Tuttavia, non tutte le società compirono tale passo e, comunque, non tutte allo stesso momento: portava infatti benefici, ma anche svantaggi e non era adatto o conveniente a tutti i territori. La separazione di questo sistema economico è in buona parte teorica, in quanto, in realtà, diverse popolazioni hanno e/o possono usare contemporaneamente sia sistemi di caccia o di agricoltura a seconda delle stagioni e delle convenienze.
Ancora oggi resistono società di cacciatori-raccoglitori che scelgono di non abbandonare l'organizzazione originaria. Tra queste società figurano i Pigmei e i Boscimani africani, i Semang della Malesia e gli indios dell'Amazzonia. In un report del 2009 vengono stimati ancora presenti nel mondo 410 milioni di raccoglitori di foresta o di savana, più almeno 100 milioni di piccoli pescatori. Nell'ideologia del materialismo storico, il sistema di caccia e raccolta costituisce la prima sottofase (fase selvaggia) del comunismo primitivo. Lo stretto contatto con la natura di queste popolazioni ha condizionato il loro credo religioso in forme animiste.

## Prove archeologiche

Cacciatori-raccoglitori (giallo) 4.000 anni fa.

La caccia e la raccolta erano presumibilmente la strategia di sussistenza impiegata dalle società umane a partire da circa 1,8 milioni di anni fa, dall'Homo erectus, e dalla sua comparsa circa 200.000 anni fa da Homo sapiens. I cacciatori-raccoglitori preistorici vivevano in gruppi costituiti da diverse famiglie risultando in una dimensione di poche dozzine di persone. Rimase l'unico modo di sussistenza fino alla fine del Mesolitico circa 10.000 anni fa, e in seguito fu sostituito solo gradualmente con la diffusione della Rivoluzione Neolitica.

Una mappa globale che illustra il declino del foraggiamento/pesca/caccia/raccolta in tutto il mondo.

Durante gli anni '70, Lewis Binford suggerì che i primi esseri umani ottenessero il cibo tramite la ricerca di esso, non attraverso la caccia. I primi esseri umani nel Paleolitico inferiore vivevano nelle foreste e nei boschi, il che permetteva loro di raccogliere frutti di mare, uova, noci e frutta. Piuttosto che uccidere grandi animali per la carne, secondo questo punto di vista, usarono carcasse di tali animali che erano stati uccisi da predatori o che erano morti per cause naturali. Dati archeologici e genetici suggeriscono che nelle popolazioni di origine del Paleolitico, i cacciatori-raccoglitori sono sopravvissuti in aree scarsamente boscose e si sono dispersi in aree ad alta produttività primaria evitando una fitta copertura forestale.
A partire dal periodo di transizione tra il Paleolitico medio e quello superiore, da 80.000 a 70.000 anni fa, alcune bande di cacciatori-raccoglitori iniziarono a specializzarsi, concentrandosi sulla caccia a una selezione più piccola di selvaggina (spesso più grande) e sulla raccolta di una selezione più piccola di cibo. Questa specializzazione del lavoro ha comportato anche la creazione di strumenti specializzati come reti da pesca, ganci e arpioni fatti di ossa di animali.
Nel graduale processo di miglioramento delle famiglie nel loro ambiente circostante, sono state identificate, protette e migliorate specie utili di alberi e viti, mentre sono state eliminate le specie indesiderate.
Molti gruppi hanno continuato il loro stile di vita di cacciatori-raccoglitori, sebbene il loro numero sia continuamente diminuito, in parte a causa della pressione esercitata dalle crescenti comunità agricole e pastorali. Molti di loro risiedevano nelle regioni aride o nelle foreste tropicali. Le aree che un tempo erano disponibili per i cacciatori-raccoglitori erano e continuano ad essere invase dagli insediamenti degli agricoltori. Nella conseguente competizione per l'uso del suolo, le società di cacciatori-raccoglitori adottarono queste pratiche o si trasferirono in altre aree. Inoltre Jared Diamond ha accusato un calo nella disponibilità di cibi selvatici, in particolare le risorse animali. In Nord e Sud America, ad esempio, la maggior parte delle specie di mammiferi di grandi dimensioni si era estinta entro la fine del Pleistocene: secondo Diamond, a causa dello sfruttamento eccessivo da parte degli umani, essa è una delle numerose spiegazioni offerte per l'evento di estinzione del Quaternario.
Gli archeologi possono utilizzare prove come l'uso di strumenti di pietra per tenere traccia delle attività di cacciatori-raccoglitori, inclusa la mobilità.

## Caratteristiche comuni

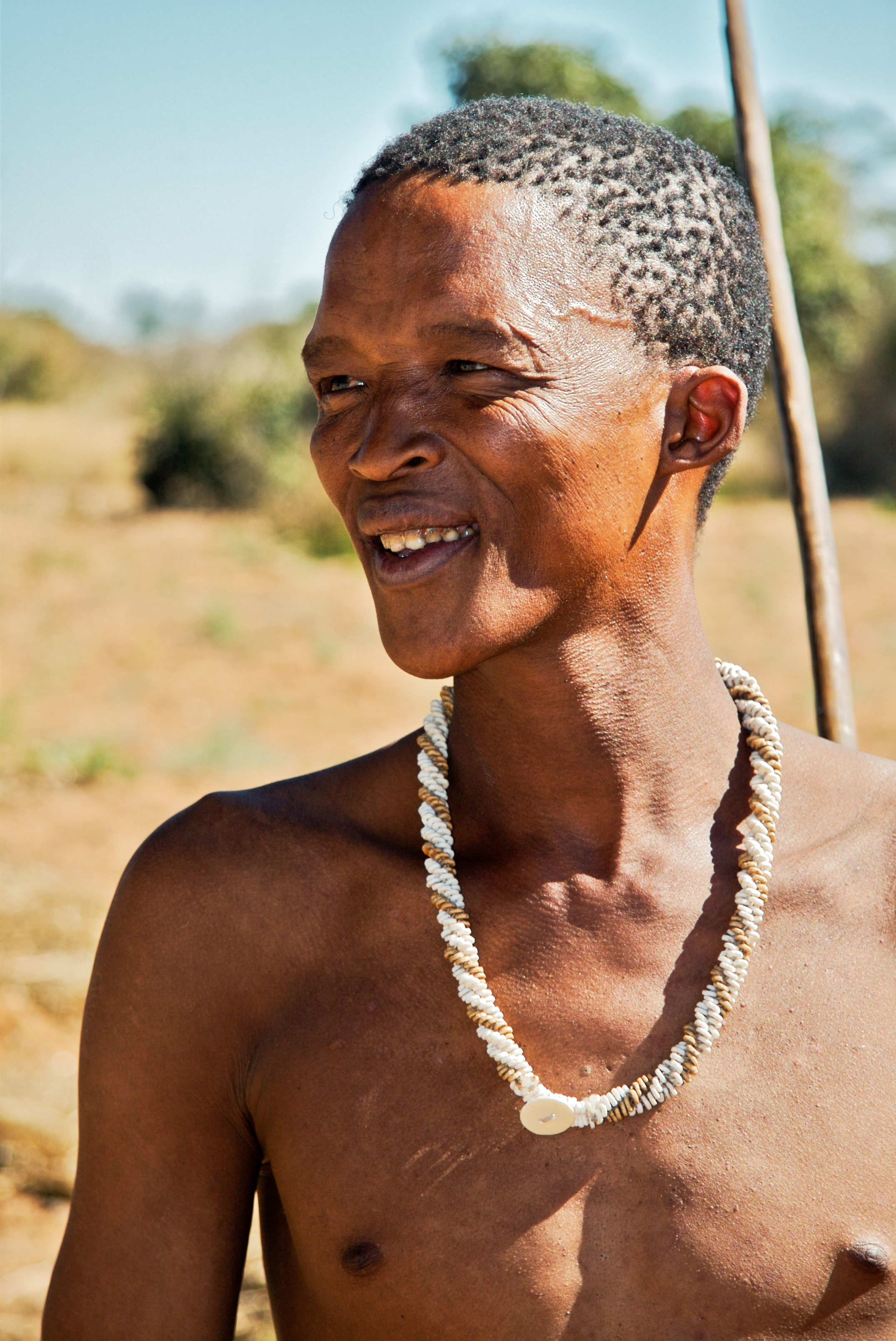
Un uomo San dalla Namibia. Molti San vivono ancora come cacciatori-raccoglitori.

### Habitat e popolazione
La maggior parte dei cacciatori-raccoglitori sono nomadi o semi-nomadi e vivono in insediamenti temporanei. Le comunità mobili in genere costruiscono ripari utilizzando materiali da costruzione non permanenti, oppure possono utilizzare ripari rocciosi naturali, ove disponibili.
Alcune culture di cacciatori-raccoglitori, come le popolazioni indigene della costa nord-occidentale del Pacifico e gli Yokuts, vivevano in ambienti particolarmente ricchi che consentivano loro di essere sedentari o semi-sedentari. Tra i primi esempi di insediamenti permanenti c'è la cultura Osipovka (14–10,3 mila anni fa), che viveva in un ambiente ricco di pesci che permetteva loro di rimanere nello stesso posto tutto l'anno. Un gruppo, i Chumash, aveva la più alta densità di popolazione registrata di qualsiasi società di cacciatori e raccoglitori conosciuta con una stima di 21,6 persone per miglio quadrato.

### Struttura sociale ed economica
I cacciatori-raccoglitori tenderebbero ad avere un'etica sociale egualitaria, sebbene i cacciatori-raccoglitori stanziali (ad esempio, quelli che abitano la costa nord-occidentale del Nord America) siano un'eccezione a questa regola. Ad esempio, il popolo San o "Boscimani" dell'Africa meridionale ha usanze sociali che scoraggiano fortemente l'accaparramento e le manifestazioni di autorità e incoraggiano l'uguaglianza economica attraverso la condivisione di cibo e beni materiali. Karl Marx definì questo sistema socioeconomico come comunismo primitivo.
L'egualitarismo tipico dei cacciatori e raccoglitori umani non è mai totale, ma colpisce se visto in un contesto evolutivo. Uno dei due parenti primati più stretti dell'umanità, gli scimpanzé, sono tutt'altro che egualitari, formandosi in gerarchie che sono spesso dominate da un maschio alfa. Il contrasto con i cacciatori-raccoglitori umani è così grande che è ampiamente sostenuto dai paleoantropologi che la resistenza all'essere dominati fosse un fattore chiave che guidava l'emergere evolutivo della coscienza umana, del linguaggio, della parentela e dell'organizzazione sociale.
All'interno di una particolare tribù o popolo, i cacciatori-raccoglitori sono collegati sia dalla parentela che dall'appartenenza a una banda (residenza/gruppo domestico). La residenza post-matrimoniale tra i cacciatori-raccoglitori tende ad essere matrilocale, almeno inizialmente. Le giovani madri possono beneficiare dell'assistenza all'infanzia delle proprie madri, che continuano a vivere nelle vicinanze dello stesso campo. I sistemi di parentela e discendenza tra i cacciatori-raccoglitori umani erano relativamente flessibili, sebbene ci siano indizi che la prima parentela umana in generale tendesse ad essere matrilineare.
Un resoconto illustrativo è lo studio di Megan Biesele 'Women Like Meat'. Uno studio più recente suggerisce che la divisione sessuale del lavoro è stata l'innovazione organizzativa fondamentale che ha dato all'Homo sapiens il vantaggio sui Neanderthal, consentendo ai nostri antenati di migrare dall'Africa e diffondersi in tutto il mondo.
Questo punto di vista è stato contestato dalle antropologhe femministe negli anni '70 che hanno sottolineato che l'antropologia aveva storicamente enfatizzato eccessivamente gli uomini. Lo stereotipo "l'uomo il cacciatore, le donne il raccoglitore" potrebbe aver descritto una divisione comune del lavoro, ma nelle società di cacciatori-raccoglitori gli uomini aiutano ancora nell'attività di raccolta, specialmente quando le donne sono stanche o malate, o quando la caccia non ha successo. Le donne cacciavano con armi diverse, con cani, cerbottane e dardi avvelenati. Anche le donne potevano intrappolare gli animali, usando reti o cesti per intrappolare granchi e pesci. 

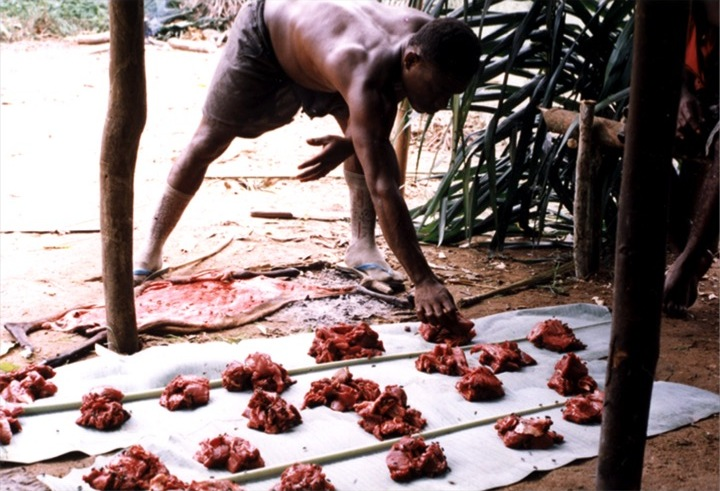
Condivisione della carne da un cacciatore

Uno studio del 1986 ha rilevato che la maggior parte dei cacciatori-raccoglitori ha una divisione sessuale del lavoro strutturata in modo simbolico. Tuttavia, è vero che in una piccola minoranza di casi, le donne cacciavano lo stesso tipo di preda degli uomini, a volte insieme ad essi. Tra i Ju'/hoansi della Namibia, le donne aiutano gli uomini a rintracciare la preda. Nel Martu australiano, sia le donne che gli uomini partecipano alla caccia ma con uno stile diverso di divisione di genere; mentre gli uomini sono disposti a correre più rischi per cacciare animali più grandi come il canguro a scopo di lucro politico come forma di "magnanimità competitiva", le donne prendono di mira selvaggina più piccola come le lucertole per nutrire i propri figli e promuovere rapporti di lavoro con altre donne, preferendo una più costante fornitura di sostentamento.
Nel sito andino di Wilamaya Patjxa, nel distretto di Puno in Perù, sono stati scoperti i resti di una cacciatrice di 9000 anni fa insieme a un kit di attrezzi di punte di proiettili e strumenti per la lavorazione degli animali. 

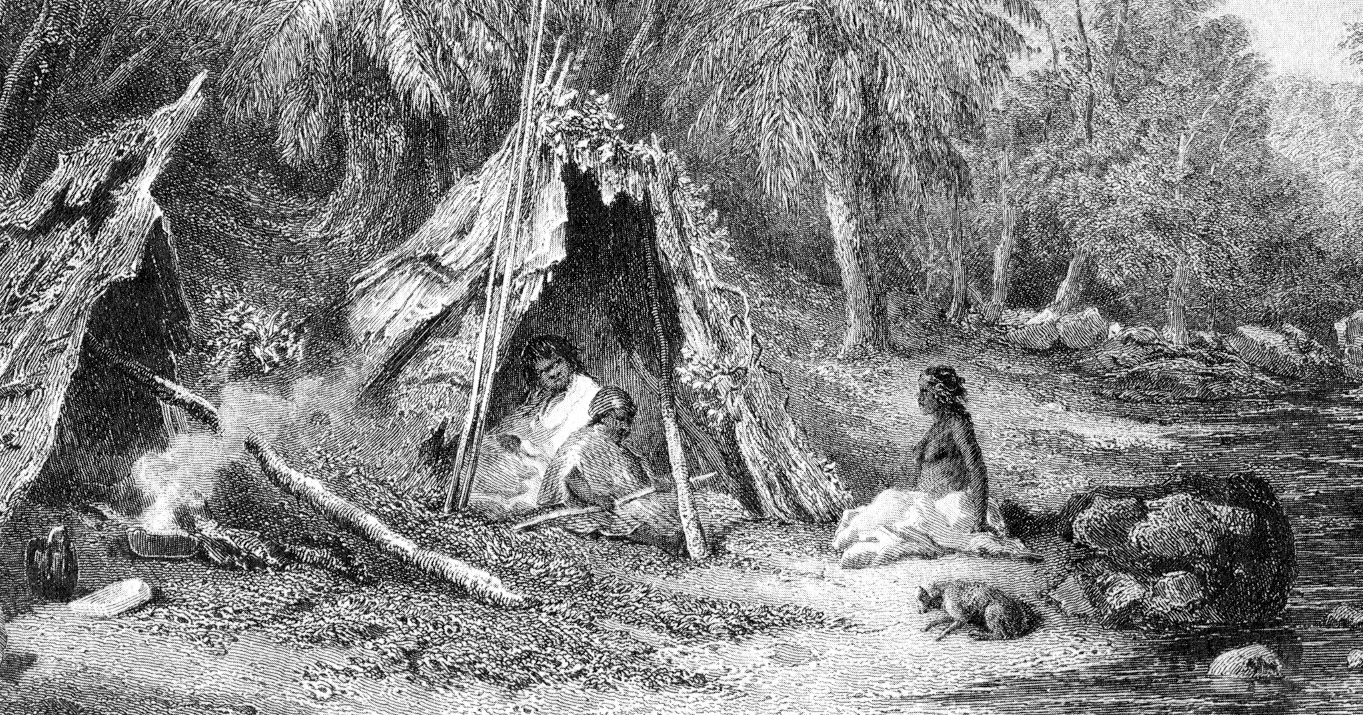
Un'incisione del XIX secolo di un accampamento indigeno australiano.

Alla conferenza "Man the Hunter" del 1966, gli antropologi Richard Borshay Lee e Irven DeVore hanno suggerito che l'egualitarismo fosse una delle numerose caratteristiche centrali delle società nomadi di caccia e raccolta perché la mobilità richiede la riduzione al minimo dei beni materiali in tutta la popolazione. Pertanto, nessun avanzo di risorse può essere accumulato da nessun singolo membro. Altre caratteristiche proposte da Lee e DeVore erano il flusso nei confini territoriali e nella composizione demografica.
Nella stessa conferenza, Marshall Sahlins ha presentato un documento intitolato "Note sulla società benestante originale", in cui ha sfidato la visione popolare delle vite dei cacciatori-raccoglitori come "solitarie, povere, cattive, brutali e basse", come aveva fatto Thomas Hobbes nel 1651. Secondo Sahlins, i dati etnografici indicavano che i cacciatori-raccoglitori lavoravano molto meno ore e godevano di più tempo libero rispetto ai membri tipici della società industriale, e continuavano a mangiare bene. La loro "opulenza" derivava dall'idea che si accontentavano di ben poco in senso materiale. Successivamente, nel 1996, Ross Sackett ha eseguito due distinte meta-analisi per testare empiricamente il punto di vista di Sahlin. Il primo di questi studi ha esaminato 102 studi sull'allocazione del tempo e il secondo ha analizzato 207 studi sulla spesa energetica. Sackett ha scoperto che gli adulti nelle società di foraggiamento e orticoltura lavorano, in media, circa 6,5 ore al giorno, mentre le persone nelle società agricole e industriali lavorano in media 8,8 ore al giorno.
I ricercatori Gurven e Kaplan hanno stimato che circa il 57% dei cacciatori-raccoglitori raggiunge l'età di 15 anni. Di quelli che raggiungono i 15 anni, il 64% continua a vivere fino a 45 anni o oltre. Ciò colloca l'aspettativa di vita tra 21 e 37 anni. Stimano inoltre che il 70% dei decessi sia dovuto a malattie di qualche tipo, il 20% dei decessi provenga da violenze o incidenti e il 10% sia dovuto a malattie degenerative.
Lo scambio reciproco e la condivisione delle risorse (cioè la carne ottenuta dalla caccia) sono importanti nei sistemi economici delle società di cacciatori-raccoglitori. Pertanto, queste società possono essere descritte come basate su una "economia del dono".
Un documento del 2010 ha affermato che mentre i cacciatori-raccoglitori possono avere livelli di disuguaglianza più bassi rispetto alle società moderne e industrializzate, ma ciò non significa che la disuguaglianza non esista. I ricercatori hanno stimato che il coefficiente di Gini medio tra i cacciatori-raccoglitori era 0,25, equivalente alla Danimarca nel 2007. Inoltre, la trasmissione della ricchezza attraverso le generazioni era anche una caratteristica dei cacciatori-raccoglitori, il che significa che i cacciatori-raccoglitori "ricchi", all'interno nel contesto delle loro comunità, avevano più probabilità di avere figli ricchi come loro rispetto ai membri più poveri e in effetti le società di cacciatori-raccoglitori dimostrano una comprensione della stratificazione sociale. Pertanto, mentre i ricercatori concordavano sul fatto che i cacciatori-raccoglitori fossero più egualitari delle società moderne, i loro antenati che vivevano in uno stato di comunismo primitivo egualitario erano imprecise e fuorvianti.

## Variabilità

Coppia in viaggio Savanna Pumé di caccia e raccolta nei llanos del Venezuela. L'uomo porta un arco, tre frecce con la punta d'acciaio e un cappello che ricorda la testa di una cicogna jabiru come mimetizzazione per avvicinarsi abbastanza al cervo. La donna porta un bastone da scavo con la punta d'acciaio e un cesto per raccogliere i tuberi selvatici.

Le società di cacciatori-raccoglitori manifestano una variabilità significativa, a seconda della zona climatica, della zona vitale, della tecnologia disponibile e della struttura sociale. Gli archeologi esaminano i kit di strumenti di cacciatori-raccoglitori per misurare la variabilità tra i diversi gruppi. Collard ha scoperto che la temperatura è l'unico fattore statisticamente significativo per l'impatto sui kit di strumenti di cacciatori-raccoglitori. Utilizzando la temperatura come proxy del rischio, i risultati di Collard suggeriscono che gli ambienti con temperature estreme rappresentano una minaccia per i sistemi di cacciatori-raccoglitori abbastanza significativa da giustificare una maggiore variabilità degli strumenti. Questi risultati supportano la teoria di Torrence (1989) secondo cui il rischio di fallimento è effettivamente il fattore più importante nel determinare la struttura dei kit di cacciatori-raccoglitori.
Un modo per dividere i gruppi di cacciatori-raccoglitori è attraverso i loro sistemi di ritorno. James Woodburn usa le categorie "ritorno immediato" e "ritorno ritardato" per catalogare i cacciatori-raccoglitori egualitari e non egualitari. I raccoglitori di ritorno immediato consumano il cibo entro un giorno o due dopo averlo procurato. I raccoglitori a ritorno ritardato immagazzinano il cibo in eccesso.
La caccia-raccolta era il modo di sussistenza umano comune in tutto il Paleolitico, ma l'osservazione dei cacciatori e raccoglitori odierni non riflette necessariamente le società paleolitiche; le culture di cacciatori-raccoglitori esaminate oggi hanno avuto molti contatti con la civiltà moderna e non rappresentano condizioni "incontaminate" che si trovano nei popoli mai contattati.
Il passaggio dalla caccia e raccolta all'agricoltura non è necessariamente un processo a senso unico. È stato affermato che la caccia e la raccolta rappresentano una strategia adattativa, che può ancora essere sfruttata, se necessario, quando il cambiamento ambientale provoca stress alimentare estremo per gli agricoltori. In effetti, a volte è difficile tracciare un confine netto tra le società agricole e quelle di cacciatori-raccoglitori, soprattutto a causa della diffusa adozione dell'agricoltura e della conseguente diffusione culturale avvenuta negli ultimi 10.000 anni.
In epoca moderna, alcuni studiosi parlano dell'esistenza all'interno dell'evoluzione culturale delle cosiddette economie miste o economie duali che implicano una combinazione di approvvigionamento alimentare (raccolta e caccia) e produzione alimentare o quando i raccoglitori hanno rapporti commerciali con gli agricoltori.

## Americhe

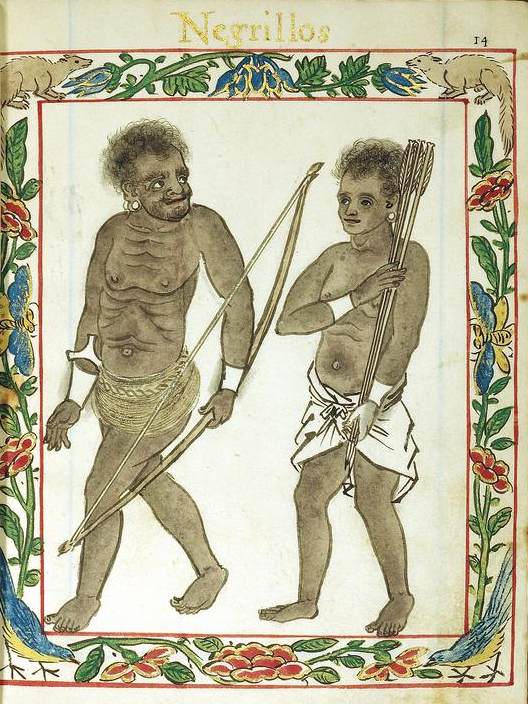
Negritos nelle Filippine, 1595.

Le prove suggeriscono che cacciatori-raccoglitori di selvaggina di grossa taglia attraversarono lo stretto di Bering dall'Asia (Eurasia) al Nord America su un ponte di terra (Beringia), che esisteva tra 47.000 e 14.000 anni fa. Intorno a 18.500-15.500 anni fa, si ritiene che questi cacciatori-raccoglitori abbiano seguito branchi di megafauna del Pleistocene ormai estinta lungo corridoi privi di ghiaccio che si estendevano tra le calotte glaciali di Laurentide e della Cordigliera. Un'altra rotta proposta è che, a piedi o utilizzando barche primitive, migrarono lungo la costa del Pacifico verso il Sud America.
Il periodo arcaico nelle Americhe vide un ambiente mutevole caratterizzato da un clima più caldo e arido e dalla scomparsa dell'ultima megafauna. La maggior parte dei gruppi di popolazione in questo momento erano ancora cacciatori-raccoglitori altamente mobili. I singoli gruppi hanno iniziato a concentrarsi sulle risorse a loro disposizione localmente, tuttavia, e quindi gli archeologi hanno identificato un modello di crescente generalizzazione regionale, come si vede con le tradizioni del sud-ovest, dell'Artico, di Poverty Point, di Dalton e di Plano. Questi adattamenti regionali diventerebbero la norma, con una minore dipendenza dalla caccia e dalla raccolta, con un'economia più mista di piccola selvaggina, pesce, verdure selvatiche di stagione e alimenti vegetali raccolti.
Studiosi come Kat Anderson hanno suggerito che il termine cacciatore-raccoglitore è riduttivo perché implica che i nativi americani non sono mai rimasti in un posto abbastanza a lungo da influenzare l'ambiente che li circonda. Tuttavia, molti dei paesaggi nelle Americhe oggi sono dovuti al modo in cui i nativi di quell'area originariamente si occupavano della terra. Anderson esamina in particolare i nativi della California e le pratiche che utilizzavano per domare la loro terra. Alcune di queste pratiche includevano la potatura, il diserbo, la semina, la combustione e la raccolta selettiva. Queste pratiche hanno permesso loro sfruttare l'ambiente in modo sostenibile per secoli.
Gli indiani della California vedono l'idea della natura selvaggia in una luce negativa. Credono che la natura selvaggia sia il risultato della perdita della conoscenza umana del mondo naturale e di come prendersene cura. Quando la terra torna alla natura selvaggia dopo che la connessione con gli umani è andata perduta, le piante e gli animali si ritireranno e si nasconderanno dagli umani.